# 중국미술학원
중국미술학원(中國美術學院, China Academy of Art)은 중국 항저우시에 본부를 두고 중화인민공화국 교육부, 중화인민공화국 문화부, 저장성 교육청이 공동으로 설립한 중국의 미술대학이다.

## 역사
차이위안페이가 항저우 고산 남쪽 기슭에 설립한 중국 최고 미술학부인 국립예술원이며, 중국 역사상 최초로 학부 및 대학원 교육을 실시한 고등미술학부이다. 중서양 예술의 양립 그리고 시대 예술을 창조하고 중국 문화를 홍보하는 것을 학교 교육의 목적으로 두고있다. 현재 중국에서 균형 잡힌 규모의 국립종합미술학원으로 발전했다.

## 연혁
1. 2015년 중국미술학원은 저장성의 첫 번째 주요 건설 대학에 선정되었다.
2. 2016년 1월 저장성 인민정부, 중화인민공화국 교육부, 중화인민공화국 문화부가 '중국미술학원 공동설립에 관한 의견'에 서명하여 중국미술학원은 3개 기관이 되었다.
3. 2017년 9월 21일 교육부, 재정부, 국가발전개혁위원회는 공동으로 '세계일류대학과 일류학과 건설대학 및 건설학과 명단 발표에 관한 고시'를 발표하고 중국미술학원이 세계일류대학의 일류학과 건설대학에 선정되었다. 중국미술학원은 이후 3단계 발전 목표를 설정했다.
4. 2019년 1월 11일 중국미술학원 량저 캠퍼스 건설 프로젝트가 공식적으로 시작되었다.

## 참고 사항

### 중국미술학원 도서관
중국의 전문 도서관 중 하나로 종이 68만 권, 전자 65만 권, 외국어 원본 1,400여 종의 정기간행물, 중국어 정기간행물 및 신문 1,670여 종의 문헌자원이 축적되어 있다. 소장 종이문헌에는 교수가 기증한 도서 7000여 권, 고서적 문헌 2만여 권, 중국과 외국의 회화 명작 복제품의 상당수가 포함되어 있다.

## 캠퍼스
- 남산캠퍼스
- 장강캠퍼스
- 상산중심캠퍼스